# Урос Віко
Урос Віко (італ. Uros Vico; нар. 19 лютого 1981) — колишній італійський тенісист.
Найвищу одиночну позицію світового рейтингу — 166 місце досяг 26 липня 2004, парну — 80 місце — 8 серпня 2005 року.
Здобув 2 одиночні та 8 парних титулів.
Найвищим досягненням на турнірах Великого шолома було 3 коло в парному розряді.
Завершив кар'єру 2013 року.

## Фінали турнірів ATP за кар'єру

### Парний розряд: 1 (1 поразка)
| Легенда                                     |
| ------------------------------------------- |
| Турніри Великого шолома (0–0)               |
| Фінали Світового туру ATP (0–0)             |
| Серія Мастерс 1000 Світового Туру ATP (0–0) |
| Серія 500 Світового туру ATP (0–0)          |
| Серія 250 Світового туру ATP (0–1)          |

| Фінали за покриттям |
| ------------------- |
| Тверде (0–1)        |
| Ґрунт (0–0)         |
| Трава (0–0)         |

| Титули за типом корту |
| --------------------- |
| Відкритий (0–0)       |
| Закритий (0–1)        |

| Результат | В-П | Дата     | Турнір       | Рівень    | Покриття | Партнер      | Суперники              | Рахунок        |
| --------- | --- | -------- | ------------ | --------- | -------- | ------------ | ---------------------- | -------------- |
| Поразка   | 0–1 | Жов 2004 | Мец, Франція | Серія 250 | Тверде   | Іван Любичич | Арно Клеман Ніколя Маю | 2–6, 6–7(8–10) |

## Фінали ATP Челленджер і ITF Ф'ючерс

### Одиночний розряд: 14 (7–7)
| Легенда              |
| -------------------- |
| ATP Челленджер (2–1) |
| ITF Ф'ючерс (5–6)    |

| Фінали за покриттям |
| ------------------- |
| Тверде (6–6)        |
| Ґрунт (1–0)         |
| Трава (0–0)         |
| Килим (0–1)         |

| Результат | В-П | Дата     | Турнір                   | Рівень     | Покриття | Суперник          | Рахунок          |
| --------- | --- | -------- | ------------------------ | ---------- | -------- | ----------------- | ---------------- |
| Перемога  | 1–0 | Лип 1999 | Словенія F2, Порторож    | Ф'ючерс    | Ґрунт    | Ян Вацек          | 6–4, 6–2         |
| Поразка   | 1–1 | Лют 2003 | Франція F3, Брессюїр     | Ф'ючерс    | Тверде   | Жером Енель       | 2–6, 0–6         |
| Поразка   | 1–2 | Лют 2003 | Хорватія F2, Загреб      | Ф'ючерс    | Тверде   | Роко Каранушич    | 6–2, 3–6, 4–6    |
| Перемога  | 2–2 | Вер 2003 | Італія F9, Ористано      | Ф'ючерс    | Тверде   | Павел Шнобел      | 6–4, 7–6(9–7)    |
| Перемога  | 3–2 | Вер 2003 | Італія F10, Селарджус    | Ф'ючерс    | Тверде   | Даніеле Джорджині | 6–3, 7–6(7–1)    |
| Поразка   | 3–3 | Січ 2004 | Катар F1A, Доха          | Ф'ючерс    | Тверде   | Марко К'юдінеллі  | 2–6, 4–6         |
| Перемога  | 4–3 | Лют 2004 | Бахрейн F1, Манама       | Ф'ючерс    | Тверде   | Річард Блумфілд   | 6–3, 6–1         |
| Поразка   | 4–4 | Бер 2004 | Франція F4, Лілль        | Ф'ючерс    | Тверде   | Жан-Мішель Пекері | 4–6, 4–6         |
| Перемога  | 5–4 | Бер 2004 | Франція F5, Пуатьє       | Ф'ючерс    | Тверде   | Френк Данцевич    | 7–6(8–6), 6–4    |
| Перемога  | 6–4 | Лип 2004 | Реканаті, Італія         | Челленджер | Тверде   | Андреа Стоппіні   | 6–75–7, 6–4, 6–4 |
| Поразка   | 6–5 | Вер 2005 | Італія F30, Сассарі      | Ф'ючерс    | Тверде   | Стефано Гальвані  | 4–6, 5–7         |
| Поразка   | 6–6 | Кві 2006 | Кардіфф, Велика Британія | Челленджер | Тверде   | Ян Вацек          | 6–75–7, 6–1, 3–6 |
| Перемога  | 7–6 | Лип 2006 | Тольятті, Росія          | Челленджер | Тверде   | Александер Пея    | 3–6, 6–4, 6–1    |
| Поразка   | 7–7 | Лют 2008 | Австрія F3, Зальцбург    | Ф'ючерс    | Килим    | Петер Гойовчик    | 4–6, 4–6         |

### Парний розряд: 31 (15–16)
| Легенда               |
| --------------------- |
| ATP Челленджер (8–10) |
| ITF Ф'ючерс (7–6)     |

| Фінали за покриттям |
| ------------------- |
| Тверде (10–7)       |
| Ґрунт (4–8)         |
| Трава (0–0)         |
| Килим (1–1)         |

| Результат | В-П   | Дата     | Турнір                        | Рівень     | Покриття | Партнер           | Суперники                                | Рахунок                    |
| --------- | ----- | -------- | ----------------------------- | ---------- | -------- | ----------------- | ---------------------------------------- | -------------------------- |
| Поразка   | 0–1   | Чер 1998 | Італія F10, Турин             | Ф'ючерс    | Ґрунт    | Джанлука Гатто    | Омар Кампорезе Жоао Кунья е Сілва        | 5–7, 5–7                   |
| Перемога  | 1–1   | Лип 1999 | Австрія F1, Зальцбург         | Ф'ючерс    | Ґрунт    | Ґоран Орешич      | Горст Скофф Інґо Ноймюллер               | 6–4, 6–7, 7–6              |
| Поразка   | 1–2   | Вер 2001 | Бриндізі, Італія              | Челленджер | Ґрунт    | Крістіан Бранді   | Даніеле Браччалі Джорджо Галімберті      | 2–6, 6–7(5–7), 6–7(3–7)    |
| Поразка   | 1–3   | Бер 2002 | Барлетта, Італія              | Челленджер | Ґрунт    | Ренцо Фурлан      | Массімо Бертоліні Крістіан Бранді        | 6–4, 3–6, 6–7(4–7)         |
| Поразка   | 1–4   | Кві 2003 | Греція F1, Сірос              | Ф'ючерс    | Тверде   | Марко К'юдінеллі  | Джонатан Ерліх Енді Рам                  | 3–6, 6–3, 3–6              |
| Перемога  | 2–4   | Лип 2003 | Аптос, США                    | Челленджер | Тверде   | Ян Герних         | Матіас Бекер Тревіс Перротт              | 6–3, 4–6, 6–1              |
| Поразка   | 2–5   | Вер 2003 | Італія F9, Ористано           | Ф'ючерс    | Тверде   | Алессандро Мотті  | Даніеле Джорджині Стефано Моччі          | 6–2, 4–6, 6–7(3–7)         |
| Перемога  | 3–5   | Вер 2003 | Італія F10, Селарджус         | Ф'ючерс    | Тверде   | Алессандро Мотті  | Фаррух Дустов Томас Ольцер               | 6–2, 6–2                   |
| Перемога  | 4–5   | Лют 2004 | Бахрейн F1, Манама            | Ф'ючерс    | Тверде   | Марко К'юдінеллі  | Джеймс Окленд Раміз Джунейд              | 6–4, 6–1                   |
| Перемога  | 5–5   | Лип 2004 | Реканаті, Італія              | Челленджер | Тверде   | Массімо Делл'Аква | Даніеле Джорджині Федеріко Торрезі       | 6–1, 6–4                   |
| Поразка   | 5–6   | Сер 2004 | Бронкс, США                   | Челленджер | Тверде   | Ігор Куніцин      | Гантлі Монтґомері Тріпп Філліпс          | 6–7(6–8), 7–6(10–8), 2–6   |
| Перемога  | 6–6   | Вер 2004 | Донецьк, Україна              | Челленджер | Тверде   | Ігор Куніцин      | Ловро Зовко Марко К'юдінеллі             | 3–6, 6–3, 6–4              |
| Перемога  | 7–6   | Жов 2004 | Гренобль, Франція             | Челленджер | Тверде   | Ловро Зовко       | Міхаель Беррер Резван Сабиу              | 6–2, 6–4                   |
| Поразка   | 7–7   | Кві 2005 | Неаполь, Італія               | Челленджер | Ґрунт    | Массімо Бертоліні | Янко Типсаревич Їржі Ванек               | 6–3, 4–6, 2–6              |
| Перемога  | 8–7   | Кві 2005 | Ольбія, Італія                | Челленджер | Ґрунт    | Массімо Бертоліні | Алессіо ді Мауро Томас Тенконі           | 6–4, 6–4                   |
| Поразка   | 8–8   | Кві 2005 | Монца, Італія                 | Челленджер | Ґрунт    | Массімо Бертоліні | Ніколя Девільдер Олів'є Пасьянс          | 5–7, 4–6                   |
| Перемога  | 9–8   | Лип 2005 | Реканаті, Італія              | Челленджер | Тверде   | Ловро Зовко       | Фаррух Дустов Євген Корольов             | 7–6(7–2), 4–3 ret.         |
| Поразка   | 9–9   | Сер 2005 | Сеговія, Іспанія              | Челленджер | Тверде   | Даніеле Браччалі  | Алекс Лопес Морон Марсель Гранольєрс     | 4–6, 2–6                   |
| Поразка   | 9–10  | Вер 2005 | Донецьк, Україна              | Челленджер | Тверде   | Ловро Зовко       | Орест Терещук Михайло Філіма             | 2–6, 3–6                   |
| Перемога  | 10–10 | Бер 2006 | Вольфсбург, Німеччина         | Челленджер | Килим    | Жан-Клод Шеррер   | Франк Мозер Себастьян Рішик              | 7–6(7–3), 6–7(5–7), [10–8] |
| Перемога  | 11–10 | Лип 2006 | Тольятті, Росія               | Челленджер | Тверде   | Александер Пея    | Олексій Кедрюк Орест Терещук             | 6–4, 6–4                   |
| Поразка   | 11–11 | Лип 2007 | Ірландія F2, Лімерик (місто)  | Ф'ючерс    | Килим    | Ріккардо Гедін    | Расмус Нербю Мартін Педерсен             | 6–7(3–7), 4–6              |
| Поразка   | 11–12 | Сер 2007 | Саранськ, Росія               | Челленджер | Ґрунт    | Олексій Кедрюк    | Антал ван дер Дейм Бой Вестергоф         | 6–2, 6–7(3–7), [9–11]      |
| Перемога  | 12–12 | Сер 2008 | Литва F1, Вільнюс             | Ф'ючерс    | Ґрунт    | Стефано Янні      | Тім Ґоранссон Томас Кроманн              | 6–2, 6–3                   |
| Перемога  | 13–12 | Сер 2008 | Литва F2, Вільнюс             | Ф'ючерс    | Ґрунт    | Фабіо Коланджело  | Лоран Бондаз Стефано Янні                | 6–2, 6–4                   |
| Перемога  | 14–12 | Вер 2008 | Італія F30, Сассарі           | Ф'ючерс    | Тверде   | Фабіо Коланджело  | Енріко Яннуцці Маттео Воланте            | 7–6(7–1), 6–0              |
| Поразка   | 14–13 | Вер 2008 | Італія F31, Альгеро           | Ф'ючерс    | Тверде   | П'єтро Фануччі    | Давід Ольїв'єр-Бакеро Карлос Решак-Ітойс | 3–6, 6–4, [5–10]           |
| Перемога  | 15–13 | Чер 2009 | Туніс F3, Келібія             | Ф'ючерс    | Тверде   | Маттео Воланте    | Клаудіо Грассі Їржі Кркошка              | 7–6(8–6), 6–3              |
| Поразка   | 15–14 | Сер 2009 | Тампере, Фінляндія            | Челленджер | Ґрунт    | Сімоне Ваньйоцці  | Юрій Щукін Петер Лучак                   | 1–6, 7–6(8–6), [4–10]      |
| Поразка   | 15–15 | Вер 2009 | Брашов, Румунія               | Челленджер | Ґрунт    | Сімоне Ваньйоцці  | Пабло Сантос Гонсалес Пере Ріба          | 3–6, 2–6                   |
| Поразка   | 15–16 | Жов 2009 | Італія F30, Куарту-Сант'Елена | Ф'ючерс    | Тверде   | Стефано Янні      | Оскар Буррієса-Лопес Хав'єр Марті        | 5–7, 4–6                   |

## Часовий графік результатів
| W | Ф | ПФ | ЧФ | #Р | КТ | К# | DNQ | A | NH |

### Одиночний розряд
| Турніри Великого шлему                 |     |     |     |     |     |       |     |    |
| Відкритий чемпіонат Австралії з тенісу |     |     | К1р | К2р |     | 0 / 0 | 0–0 | –  |
| Відкритий чемпіонат Франції з тенісу   |     | К1р | К1р | К1р |     | 0 / 0 | 0–0 | –  |
| Вімблдонський турнір                   | К1р | К1р | К3р | К2р | К1р | 0 / 0 | 0–0 | –  |
| Відкритий чемпіонат США з тенісу       |     | К3р |     | К2р |     | 0 / 0 | 0–0 | –  |
| В-П                                    | 0–0 | 0–0 | 0–0 | 0–0 | 0–0 | 0 / 0 | 0–0 | –  |
| Тур ATP Мастерс 1000                   |     |     |     |     |     |       |     |    |
| Indian Wells Open                      |     |     | К1р |     |     | 0 / 0 | 0–0 | 0% |
| Мастерс Монте-Карло                    |     | 1р  |     |     |     | 0 / 1 | 0–1 | 0% |
| Мастерс Рим                            |     | К1р |     |     |     | 0 / 0 | 0–0 | –  |
| В-П                                    | 0–0 | 0–1 | 0–0 | 0–0 | 0–0 | 0 / 1 | 0–1 | 0% |